# وندیور
وندیور (به انگلیسی: Vandiyur) یک زیستگاه انسانی در هند است که در Madurai district واقع شده‌است.

## خصوصیات
وندیور ۲۱٬۴۶۴ نفر جمعیت دارد.